# Robert Moreno
Robert Moreno González (ur. 19 września 1977 w L’Hospitalet de Llobregat) – hiszpański trener piłkarski.

## Kariera trenerska
W 2003 roku Moreno rozpoczął karierę trenerską od objęcia zespołu PB Collblanc. Przez kolejne lata, bez szczególnych sukcesów, był szkoleniowcem takich klubów jak CE L’Hospitalet, UE Castelldefels czy też CF Damm. W 2011 roku został asystentem Luisa Enrique we włoskim klubie AS Roma. Po roku Luis Enrique został zwolniony a Moreno odszedł razem z nim. W 2013 roku został asystentem Enrique w Celcie Vigo. Po dość udanym sezonie, wraz z Luisem Enrique, przeniósł się do FC Barcelona. W sezonie 2014/15 ich zespół zdobył „Tryplet” zdobywając Mistrzostwo Hiszpanii, Puchar Króla oraz Ligę Mistrzów. Pozostałe dwa sezony, przyniosły podobne sukcesy. W 2017 roku Luis Enrique zdecydował się odejść z Blaugrany i zrobić sobie rok przerwy. Natomiast inny asystent Enrique Juan Carlos Unzué został szkoleniowcem Celty Vigo. Robert Moreno został jego asystentem, tym samym wracając do Celty. Po niezbyt udanym sezonie, Celta i Unzué zakończyli współpracę, tym samym z klubu odszedł także Moreno. W lipcu 2018 roku selekcjonerem reprezentacji Hiszpanii został Luis Enrique. Robert Moreno został ogłoszony jego asystentem. W marcu 2019 roku z powodów osobistych Enrique musiał opuścić zgrupowanie reprezentacji, tuż przed meczem eliminacji do Euro 2020 z reprezentacją Malty. Moreno zastąpił selekcjonera w czasie tego spotkania. Problemy przedłużyły się jednak także na czerwcowe mecze eliminacyjne z Wyspami Owczymi i Szwecją. W tych meczach Moreno również zastępował selekcjonera. We wszystkich trzech meczach, pod wodzą tymczasowego selekcjonera, reprezentacja zdobyła komplet punktów. 19 czerwca 2019 roku Królewski Hiszpański Związek Piłki Nożnej ogłosił, że z powodu poważnych problemów osobistych, Luis Enrique musi zrezygnować z prowadzenia reprezentacji. Robert Moreno został ogłoszony nowym selekcjonerem reprezentacji Hiszpanii. W październiku 2019 roku awansował z kadrą na Euro 2020. 19 listopada 2019 roku ustąpił ze stanowiska selekcjonera reprezentacji, na rzecz, chcącego powrócić do kadry po rodzinnej tragedii, Luisa Enrique. Nie został jednak ponownie jego asystentem i definitywnie opuścił kadrę. 28 grudnia 2019 roku został ogłoszony nowym szkoleniowcem klubu AS Monaco FC. 19 lipca 2020 roku został zwolniony z AS Monaco.